# Tiazol
A tiazol (vagy pontosabb nevén 1,3-tiazol) egy öttagú gyűrűt tartalmazó heteroaromás (aromás heterociklusos) vegyület. A gyűrűje egy nitrogén és egy kénatomot tartalmaz. Az azolok közé tartozik (az azolok olyan több heteroatomot tartalmazó vegyületek, amelyikben legalább az egyik heteroatom nitrogén). A tiazol színtelen folyadék, szaga a piridinére emlékeztet. A tiazolnak és származékainak közel áll a forráspontja a piridin illetve a piridinszármazékok forráspontjához. A két vegyületcsoport hasonlósága olyan, mint a tioféné és a benzolé.

## Jelentősége
A tiazol fontos heteroaromás alapvegyület, több származékának is van gyakorlati vagy biológiai jelentősége. Fontos tiazolszármazék a B1 vitamin (más néven tiamin vagy aneurin). Szintén a tiazol származékai a szulfatiazolok, ezek bakteriosztatikus hatású gyógyszerek. β-laktámgyűrűvel kondenzált telített tiazolidingyűrűt tartalmaznak a penicillinek.

## Kémiai tulajdonságai
A tiazol a  tercier aminokhoz hasonló bázis. Savakkal kristályos sókat képez, a hidrokloridjának (sósavas sójának) olvadáspontja 138 °C. Alkil-halogenidek hatására kvaterner tiazoliumsókká alakul, amelyek kristályos vegyületek. A tiazol és származékai aromás jellegű vegyületek, erre utalnak a vegyületek szubsztitúciós reakciói és a tiazolgyűrű nagy stabilitása. A gyűrű nagy stabilitását mutatja, hogy a tiazolszármazékok oldalláncai salétromsavval karboxilcsoporttá oxidálhatóak anélkül, hogy a gyűrű elhasadna. A tiazolgyűrű savas közegben végzett redukciónak és katalitikus hidrogénezésnek is. Ennek viszont főként nem az aromás jelleg az oka, a tiazol (ahogy az azolok és a kénvegyületek) erős katalizátorméreg. A piridinhez hasonlóan hajlamosabb nukleofil, mint elektrofil szubsztitúciókra. A nukleofil szubsztitúciók a 2-es helyzetű szénatomon következnek be, mert ott az elektronsűrűség kicsi. A kvaterner tiazoliumsókban a gyűrű még érzékenyebb nukleofil reagensekre, a kvaterner tiazoliumsók gyűrűje már híg lúgok hatására is felnyílik. Az elektrofil szubsztitúciók csak nehezen, nagyon erélyes behatásra mennek végbe.

## Előállítása
A tiazol (az alapvegyület) előállítható klór-acetaldehidből tiohangyasav-amiddal (tioformamiddal) enyhe melegítéssel. A tiazolszármazékoknak többféle szintézise létezik. 2-amino-tiazolok képződnek például tiokarbamid és α-halogénezett oxovegyületek reakciójában.